# Cuban Rebel Girls
Cuban Rebel Girls é um documentário semi-dramático B de 1959, notável por ser a última apresentação na tela de Errol Flynn. Ele estrela com sua namorada da época, Beverly Aadland.
Foi escrito e narrado por Flynn, que simpatizava com a revolução cubana liderada por Fidel Castro em sua fase inicial.
Em suas memórias, Flynn chamou de "um empreendimento paralelo interessante... Passei muitos dias com Fidel pouco antes dos Batistans desistirem."

## Enredo
Errol Flynn chega a Cuba em nome da Hearst Press para fazer uma série de artigos sobre a revolução de Fidel Castro. Ele percebe algumas mudanças em Cuba causadas pela rebelião.
Ele entra em um hotel e é contatado por uma das agentes de Castro, uma mulher, que o leva a um resort de praia. Ele conhece um jovem que se oferece para levar Errol nos bastidores para encontrar Castro. Flynn pilota seu próprio avião, encontra os rebeldes e arquiva vários artigos, incluindo uma das meninas rebeldes cubanas.
O filme conta a história de duas garotas americanas, Beverly e sua amiga Jacqueline, cujo irmão Johnny (namorado de Beverly) está lutando por Castro em Cuba. As duas meninas decidem visitar Cuba.
Eles levam US $ 50.000 arrecadados por amigos americanos da revolução para serem usados na compra de armas. Eles visitam Key West e depois voam para Cuba.

## Elenco
- Errol Flynn como Errol Flynn
- Beverly Aadland como Beverly Woods
- John McKay como Johnny Wilson
- Jackie Jackler como Jacqueline Dominguez
- Marie Edmund como Maria Rodriguez
- Ben Ostrowsky como Raoul 'Ben' Dominguez
- Reynerio Sanchez
- Andrés Fernández
- Esther Oliva
- Tod Scott Brody
- Allen Baron
- Clelle Mahon
- Ramon Ramierez